# KIA 타이거즈
KIA 타이거즈(영어: KIA Tigers)는 대한민국 광주광역시를 연고지로 하는 KBO 소속 프로 야구팀이다. 기아자동차그룹 계열사이고 주식회사이다. 1982년 1월 30일 한국 프로야구 출범과 함께 해태 타이거즈로 창단되었으며, 2001년 8월 1일 기아자동차가 해태 타이거즈를 인수 대금 180억 원과 KBO 가입금 30억 원 을 합하여 210억 원을 KBO에 팀 인수 창단 금액으로 내고, 야구단을 인수하여 현재의 이름으로 바뀌었다. 공식적인 표기는 KIA 타이거즈이며, 기아 타이거즈로 읽지만 한글로 표기하지 않는다. KIA 타이거즈 구단에서는 이에 대해서 기아(起亞)가 기아(飢餓)로 혼동되는 것을 방지하고 두 글자 모두 받침이 없어 약한 인상을 주기 때문에 기아가 생산하는 자동차에도 한글 대신 영어 KIA만을 사용하고 야구단 유니폼에도 한글을 쓰지 않는다고 설명하였다. 광주광역시에는 옛 아시아자동차 시절부터 기아자동차의 상용차 및 특수차량 생산기지가 있어서, 현대자동차그룹의 해태 타이거즈 인수 당시 광주 지역의 여론이 좋았다. 아시아자동차는 1999년 6월 30일 기아자동차에 흡수합병됐으며, 그 탓인지와 당시 인수된 그룹인 현대그룹에 속했던 현대자동차가 모기업인 전북 현대 다이노스가 이 날(VS 안양LG), 7월 7일(VS 천안일화), 8월 21일 (VS 울산현대), 8월 25일 (VS 천안일화) 프로축구 경기를 아시아자동차 공장이 있었던 광주에 위치를 둔 광주무등경기장에서 홈 경기를 치르기도 했다.
지금까지 한국시리즈에 12회 진출하여 12회 모두 우승을 차지할 만큼 KBO 리그에서 유일하게 한국시리즈에서 준우승에 머문 적이 없다. 해태 타이거즈 시절에는 1986년부터 1989년까지 한국시리즈에서 4년 연속으로 우승하였다. KBO 리그에서 유일하게 정규 시즌에서 8년 연속으로 2위 이상을 차지한 기록을 가지고 있다. 그리고 2024년 기준으로 최다 우승 기록(12회)을 가지고 있다. 또한 2024년 현재 두산 베어스와 더불어 1980년대, 1990년대, 2000년대, 2010년대 모두 우승기록을 보유한 유일한 팀이며 2020년대까지 포함하면 유일한 구단이다.
제2구장으로 사용했던 월명종합경기장 야구장이 중단되어 임대수입 저하로 2009년 ~ 2013년까지 사용 불가능하게 되어 제2구장 기능을 상실하였고 2014년부터 광주기아챔피언스필드가 개장되어 제2홈구장 없이 단독 홈 구장으로 경기를 치르고 있다.

## 역사

### 창단과1982년 시즌
해태 타이거즈는 1982년 1월 30일 해태제과 본사에서 1972년 황금사자기 우승 멤버인 김봉연, 김준환, 김우근을 비롯해 김용남, 김성한, 김종윤, 박전섭, 차정득 등 8명이 군산상고 출신. 광주일고를 나온 강만식, 차영화, 이상윤, 방수원, 광주상고 김종모, 최영조 그리고 1978년 이미 야구부를 해체한 전남고 출신의 신태중을 포함한 총 15명이라는 6개 구단 중에서도 가장 적은 초미니 선수단으로 OB 베어스와 MBC 청룡에 이어 3번째로 창단되었다. 선수들의 대부분은 군산상업고등학교 출신이었다. 개막 후 조창수와 유남호 두 코치가 감독의 폭력적인 행동 등 을 문제삼으며 팀을 이탈하는 사건이 터졌고 시시비비를 가리기도 전에 자존심이 상한 김동엽 감독은 5승 8패라는 성적만 남기고 곧장 스스로 옷을 벗고 팀을 떠나버려 조창수 코치가 감독 대행을 맡았다. 전기 및 후기 리그 우승을 모두 놓치고 38승 42패, 4위의 성적으로 시즌을 마감하였다. 김성한은 투타를 겸업하며 전무후무한 10승(3선발승) - 타점왕(69타점)이라는 진기록을 세웠다. 김봉연은 22홈런을 기록하여 원년 홈런왕에 올랐다.

### 1983년 ~ 1985년: 김응룡 감독의 첫 세 시즌
1983년 미국 조지아 서던 칼리지에서 야구 유학을 마치고 돌아온 김응용 감독이 4800만원의 계약금과 연봉을 합친 금액에 부대조건으로 승용차 한대를 받고 해태 2대 감독으로 취임하여 대대적인 팀 개편에 들어갔다. 먼저 조창수와 유남호로 이뤄진 기존의 코치진에 군산상고 감독 출신 백기성과 동국대 감독으로 있던 김인식을 추가 영입해 코치스태프를 강화했다. 그 외에도 부족했던 선수를 보강하기 위해 삼성에서 벤치로 밀려나있던 서정환을 현금 트레이드로 영입했고 재일교포 선수인 김무종과 주동식을 영입해 팀의 약점인 배터리를 든든하게 했다. 한편 김응용감독은 스파르타식 훈련을 앞세운 전임 감독과는 정반대로 팀훈련 외 시간 은 철저하게 선수들의 자율에 맡겼다. 단체훈련도 하루 3시간을 넘기는 일이 드물었다. 1983년 6월 25일 당시 신문기사를 보면 김응롱 감독은 프로 선수에겐 결점 보완의 처방만이 필요한 게 아닙니다 훈련은 각자가 하는거지요.라고 밝혔다.
그 결과 해태는 시즌 전 중위권 전력이라던 전문가들의 예상을 뒤엎고 1983년 6월 24일 구덕야구장에서 열린 롯데와의 경기에서 전기 리그 우승을 확정지었다. 6월 초까지 장명부를 앞세운 삼미와 1위자리를 놓고 엎치락 뒤치락을 거듭했고 2.5게임차로 뒤진 가운데 6월7일부터 열린 광주 3연전 맞대결을 싹쓸이 하며 단독 1위로 올라섰다. 그리고 마침내 6월 24일 삼미가 OB에게 패하면서 해태는 남은 경기와 관계없이 한국시리즈 직행을 확정 짓게 되었다. 여기에는 원년과 달리 막강해진 마운드의 힘이 절대적이었다. 이싱윤이 20승(13선발승)을 거두는 활약으로 에이스로 거듭났고 기존의 김용남(13승)(7선발승)과 강만식(6승)도 호투하며 힘을 보탰다. 김일권으로 시작해 김성한, 김봉연, 김종모, 김준환 등으로 줄줄이 이어지는 타선의 힘은 한충 강해져 전기리그1위를 기록하는데 혁혁한 공을 세윘다.
그러나 후기 리그 우승을 MBC 청룡에 넘겨 주고, 55승 44패 1무, 최종 순위 2위로 정규 시즌을 마감한다.
MBC 청룡과 맞붙었던 1983년 한국시리즈에서 1승 2세이브를 따낸 마운드의 에이스 이상윤과 김용남, 그리고 최초의 언더핸드 주동식과 타선에서는 5경기 8타점을 기록한 한국시리즈 MVP를 받은 김봉연, 김성한, 김종모 등 'KKK포'의 활약 속에 해태는 4승 1무로 첫 한국시리즈 우승 트로피를 안게 된다. 그러나 1984년은 연봉처우에 대한 선수단의 불만이 극에 달하면서 악재로 작용하여 전기 리그 4위, 후기 리그 3위로 43승 54패 3무, 최종 순위 5위로 정규 시즌을 마감하고 플레이오프에 진출하지 못했다. 그러나 5월 5일 광주무등구장에서 벌어진 삼미와의 경기에서 투수 방수원이 한국 프로 야구 최초의 노히트 노런을 기록하는 진기록을 세웠다. 1985년에도 에이스 이상윤의 부상공백으로 투수력에 애를 먹으면서 전기 리그 3위, 후기 리그 3위로 59승 52패 1무, 최종 순위 3위로 정규 시즌을 마감하였고, 플레이오프에 진출하지 못했다. 그러나 신인 외야수 이순철과 투수 선동열, 그리고 홈런왕과 최다 안타, MVP를 차지한 김성한의 활약으로 1986년 ~ 1989년 한국시리즈 4연패의 기틀을 쌓게 된다.

### 1986년 ~ 1997년: 해태 왕조 - 선동열과 이종범
1986년 해태 타이거즈는 평균 자책점 2.86을 기록한 철벽 마운드와 김봉연, 김종모, 김성한, 한대화, 이순철 등의 맹활약으로 전·후기 리그 2위를 기록하여 한국시리즈에 직행하였다. 삼성 라이온즈와의 한국시리즈에서 투수 김정수의 맹활약으로 4승 1패로 두 번째 우승을 차지한다.
이후 해태 타이거즈는 1989년까지 삼성 라이온즈를 1번, 빙그레 이글스를 2번 누르고 4년 연속 한국시리즈 우승을 거머쥐게 된다. 각각 김정수, 김준환, 문희수, 박철우가 한국시리즈 MVP를 차지하였다.
1989년 전라북도를 연고지로 하는 제8구단 쌍방울 레이더스가 창단되면서 그동안 유지해 온 전라북도 지역 연고권을 신생 구단인 쌍방울 레이더스에 양도하게 된다. 또한 해태 타이거즈의 연고지 및 신인 1차 지명 연고 지역도 호남 전 지역에서 광주직할시와 전라남도로 축소되었다. 해태 타이거즈는 1982년부터 1989년까지 전주야구장에서 홈 경기를 분산 개최해 왔는데, 전주에서 거둔 통산 성적은 40승 1무 24패, 승률 0.623로 높았다. 특히 1987년에는 전국체전의 광주 개최로 인해 플레이오프를 전주야구장으로 옮겨서 치렀는데, 해태 타이거즈는 OB 베어스를 전주에서 물리치고 한국시리즈에 진출한 적이 있다.
1990년 해태는 플레이오프에서 삼성 라이온즈에게 패해 한국시리즈 5연패에 실패하나, 1991년 빙그레 이글스를 누르고 6번째 우승에 성공하게 된다. 이 해 골든 글러브 수상자 10명 중 무려 6명(선동열, 장채근, 김성한, 한대화, 이호성, 이순철)의 골든 글러브 수상자를 배출하였으며, 팀 최다 수상 신기록을 경신하였다.
1992년 선동열의 부상으로 플레이오프에서 롯데 자이언츠에게 패배하였으나, 1993년 괴물 신인 유격수 이종범의 등장과 다승왕 조계현을 비롯해 선동열, 이대진, 송유석, 이강철 등의 맹활약으로 81승 42패 3무의 압도적인 승률을 기록하며 한국시리즈에서 진출하여 삼성 라이온즈를 꺾고 우승하였다.
1994년 이종범이 0.393(역대 2위)의 타율을 기록하였으나, 준 플레이오프에서 한화 이글스에게 패배하여 4위에 머물게 된다. 1995년에는 이종범과 이대진의 방위 복무로 인한 전력 공백으로 4위로 시즌을 마치고, KBO 규정에 따라 준 플레이오프에도 진출하지 못하여 시즌을 마친다.
1996년 선동열의 주니치 이적의 공백을 투수 임창용과 강태원이 메우며, 현대 유니콘스와의 한국시리즈에서 4승 2패로 여덟 번째 우승을 확정지었다. 1997년에도 이종범, 이대진 등의 맹활약으로 아홉 번째 우승을 거머쥐어, 15년간 우승 9번이라는 전무한 기록을 세우는데, 투수 김상진이 한국시리즈 5차전에서 최연소 완투승을 거두었다.

### 1998년 ~ 2001년: 왕조의 쇠락
이종범이 주니치로 이적한 후 맞은 첫 시즌인 1998년에 해태는 시즌 5위를 기록했다. 1996년 2차 1순위로 지명한 좌타자 장성호(.312)를 발견한 데에 위안을 삼았다. 대한민국이 IMF 관리 체제 하에 들어가 모기업 해태제과의 자금난이 심해지면서, 이는 2001년까지 해태 타이거즈의 악재가 되었다. 이 여파로 쌍방울 레이더스처럼 몇몇 선수들이 현금 트레이드로 이적했다. 1999년 투수 임창용을 상대로 트레이드로 영입한 좌타자 양준혁과 홍현우, 트레이시 샌더스의 맹활약으로 팀 최다 홈런 기록(210개)을 경신하였으나, 마운드의 부진으로 통합 7위에 머물게 된다. 2000년에도 역시 모기업의 자금난으로 6위에 머물렀고, 해태의 통산 우승 9회를 이룬 김응용 감독마저 2000 시즌을 마치고 라이벌 팀 삼성 라이온즈로 떠나면서 김성한 수석코치가 후임 감독으로 승격했다. 2001년 시즌 중반인 7월에 기아자동차가 해태 타이거즈 야구단을 인수했고, 동년 8월 1일부터 KIA 타이거즈로 팀명을 변경하여 현재에 이르고 있다.

### 2001년~2004년:김성한감독 시대, 3번의포스트시즌도전
2000년 김성한 감독을 마지막으로 시즌을 마친 해태 타이거즈는 9년을 쌍방울 레이더스에게 내주었던 전북 연고지 및 1차 지명권을 쌍방울 레이더스 해체 후 다시 되찾아 명실공히 호남 전지역을 아우르는 프로야구단으로 복귀하게 된다. 제 2홈 구장 對 LG와의 군산 홈 경기를 시작하며 2001년 시즌 중 현대자동차그룹 산하의 기아자동차에 인수되어 이름을 KIA 타이거즈로 바꾸고 재창단한다. 해태 타이거즈를 인수한 KIA는 주니치 드래건스에서 2001년 6월 1일 웨이버 공시된 이종범을 다시 영입하는 등 공격적인 팀 운영으로 다시 전통 강호로 떠오르게 된다. 또한 신인급 홍세완과 포수 김상훈의 맹활약으로 2001년 시즌 5위의 나쁘지 않은 성적표를 얻게 된다. 2002년에는 ‘제2의 선동열’이란 찬사를 받은 신인 김진우도 가세하여 정규 시즌을 2위로 마쳤으나, 김성한 감독의 ‘김진우 마무리’ 악수로 결국 플레이오프에서 LG 트윈스에 밀려 탈락하였다. 2003년에도 정규 시즌을 2위로 마쳤으나 또다시 플레이오프에서 탈락하였다. 2004년에는 4위로 시즌을 마감하여 준플레이오프에 진출하였으나, 김성한 감독이 총감독으로 오르고(사실상 해임) 유남호 감독 대행이 새 감독으로 취임하게 된다.

### 2005년~2007년:유남호-서정환감독 시대, 그리고 암흑기
2005년 KIA 타이거즈는 팀 사상 최다패인 76패와 최저 승률인 0.392의 승률을 기록하여 창단 후 첫 8위(최하위)를 기록하였으며, 유남호 감독 역시 해임되고 서정환 감독 대행이 새 감독으로 취임하게 된다.
2006년 외국인 투수 세스 그레이싱어의 맹활약에 힘입어 두산 베어스와 SK 와이번스를 힘든 경쟁 끝에 누르고 4위로 준플레이오프에 진출하였으나 한화 이글스에게 패배하게 된다.
이후 야심차게 맞이한 2007년 시즌에서 마운드의 붕괴와 장타력의 부재로 인하여 타격왕 타이틀을 차지한 이현곤의 활약과 최희섭의 복귀에도 불구하고 2005년에 이어 두 번째 최하위를 기록하였다. 이로 인하여 LG, 롯데와 번갈아 하위권에 머무른다고 하여 한국시리즈에서 많이 우승한 팀답지 않게 엘롯기(LG, 롯데, KIA) 동맹이라는 별명이 붙기도 했다.

### 2008년~2011년:조범현감독 시대, 그리고 V10
2007년 10월 18일 KIA 타이거즈는 서정환 감독을 해임하고 2007년 6월 20일에 영입한 조범현 배터리 코치를 신임 감독으로 선임 및 메이저 리그 출신 투수 서재응 선수를 2007년 12월 17일 영입하며 야심차게 시즌을 준비하였다. 그러나 2008년 시즌은 주축 선수들의 잇따른 부상과 부진으로 6위로 시즌을 마감하였다.
2009년 시즌은 초반에 불안하게 시작되었으나, 릭 구톰슨, 아킬리노 로페즈, 윤석민, 양현종의 호투와 오랜 부진에서 벗어난 이종범과 장성호, 최희섭, 이용규 그리고 LG 트윈스에서 돌아온 김상현의 활약에 힘입어 후반기 시작과 함께 선두를 달렸고, 마침내 2009년 9월 24일 제2 홈구장 군산에서 열린 히어로즈와의 경기를 승리하면서 2009 프로야구 정규 시즌 1위를 군산에서 확정, 그리고, 12년 만에 2009년 한국시리즈에 직행하였다. 특히, 2009년 한국시리즈에서 KIA 타이거즈는 데뷔팀 SK 와이번스를 맞아 7차전까지 가는 접전 끝에 나지완의 끝내기 솔로홈런으로 4승 3패를 기록하여 12년만의 우승이자 기아자동차로 구단주가 바뀐 이후 최초, 팀 창단 이래 구단의 전신인 해태 타이거즈의 우승 기록을 포함하여 팀의 열번째 우승을 거머쥐었고 조범현 감독은 감독 생활 이후 첫 우승을 차지하여 명장의 반열에 오른다.
2010년 시즌에서는 주축 선수들의 줄부상과 부진 속에서 5위를 기록하였다. 특히 지난시즌 골든 글러브의 주인공 아킬리노 로페즈가 예상 밖의 부진을 보인 데다가 6월 30일에는 의자를 집어던지는 행패를 부렸고, 김상현이 시즌 중반부터 자주 부상으로 이탈하였으며 투수 윤석민의 자해 소동으로 팀 분위기도 어수선한 시즌이였다.
한편, 2011년 시즌에는 일본에서 돌아온 이범호를 FA영입하고, 윤석민, 로페즈, 트레비스의 활약이 있었으나 주축 선수들의 잇따른 부상으로 후반기 4위로 시즌을 마치고, 특히 데뷔팀 SK와의 준플레이오프에서 1승 3패를 거둬 플레이오프 진출에 실패하게 되었다. 그 해 10월 18일 KIA 타이거즈에서 플레이오프 진출 실패에 따른 일부 극성 팬들의 과도한 사퇴 압박으로 인해 조범현 감독은 해태 타이거즈에서 KIA 타이거즈로 팀명이 바뀐 이후 처음으로 우승을 이루었고 2011 시즌 준 플레이오프 진출을 이룬 감독이였지만 결국 경질되었고 후임으로 선동열 감독이 KIA 타이거즈 감독으로 취임하게 된다. 이 해 투수 윤석민은 2011시즌에 다승(17승 5패 1세), 평균 자책점(2.45), 탈삼진(178개), 승률(0.773)의 4관왕을 차지하여 1989~91년 선동열(1989년 9선발승, 1990년 11선발승, 1991년 15선발승으로 최다 선발승 타이틀과 거리 멈) 이후 선발투수 4관왕, 2006년 류현진 이후 5년 만의 투수 트리플 크라운을 이루어내어 시즌 MVP를 거머쥐었다.

### 2012년~2014년:선동열감독 시대, 레전드를 향한 팬들의 기대 그리고 실망
2011년 10월 18일 조범현 감독이 사임하고 선동열 전 삼성 감독이 지휘봉을 잡게 되었다. 수석코치 자리에는 이순철 전 LG 트윈스 감독이 취임하면서 해태 타이거즈를 빛냈던 선수들이 지도자로서 돌아오게 되었다. 그러나 2012년도 5위로 마감하면서 아깝게 포스트시즌 진출에 탈락하고 만다. 그 후 롯데 자이언츠에서 김주찬을 FA로 새롭게 영입하는 등 2013년 시즌 우승을 위해 힘썼으나, 김주찬이 시즌 초기에 부상 당해 라인업에서 이탈하고, SK 와이번스와 실패라 회자되는 2대2 트레이드를 단행, 베테랑 김상현을 타 팀으로 보냈다. 시즌 초에는 우승후보로 뽑히며 상승세를 보였으나 가면 갈수록 안좋은 성과를 보이는 안타까운 성적이 나왔다. 결국 전반기 종료 후 5위까지 추락했다. 이후 기아 타이거즈는 패배에 패배를 거듭하며 8위로 2013년 시즌을 마쳤다. 시즌이 끝나고 이순철 수석코치가 성적 부진의 책임을 갖고 사임하고, 2군 감독이었던 한대화 감독이 수석코치 자리를 차지하였다. 2014년 시즌부터는 광주무등경기장 야구장을 떠나 광주기아챔피언스필드로 홈구장을 옮겼으나 8위라는 초라한 성적을 남겼다. 포스트시즌 3년 연속 탈락에도 불구하고 선동열 감독은 재계약에 성공하는 역대 최초의 감독이 되었으나, 많은 팬들이 재계약에 반대했고, 안치홍이 경찰청 입대를 선언하자 "임의탈퇴 공시하겠다"라는 발언이 나온 사실이 드러난 후 팬들의 항의로 재계약 6일 만인 2014년 10월 25일, 결국 KIA 타이거즈 감독직을 사퇴했다.

### 2015년~2019년:김기태-박흥식감독 시대, 그리고 V11
2014년 10월 28일 3일 전 자진사퇴한 선동열 감독의 후임으로 김기태 전 LG 감독을 선임했다. 계약기간은 3년이다. 수석코치는 LG 트윈스 시절부터 호흡을 맞춰온 해태 타이거즈 레전드 출신의 조계현 LG 트윈스 2군감독을 영입하였다. 1군 타격코치에는 박흥식 전 롯데 자이언츠 1군 타격코치를, 1군 수비코치에는 김민호 전 LG 트윈스 1군 외야수비/주루코치를 각각 영입하였다. 2015년 5월 6일에는 KIA와 한화의 4:3 트레이드를 진행하게 되었다. 한화로 부터. 투수 유창식·김광수, 외야수 노수광·오준혁를 받고, 기아 타이거즈 투수 임준섭·박성호, 외야수 이종환을 내주는 4:3 트레이드를 단행했다. 2016년 시즌전 키움으로부터 무상으로 서동욱을 받는 트레이드를 단행했고, 트레이드 마감일인 7월 31일 고효준을 받고 임준혁을 내주는 1:1 트레이드를 단행했다. 2016년 10월 5일 5년만의 포스트시즌 진출을 확정짓는다. 와일드카드 1차전에서 헥터 노에시의 호투로 4-2로 승리하였으나, 2차전 김용의의 끝내기 희생플라이로 준플레이오프 진출에는 실패하였다. 2016년 시즌 종료 후, 나지완이 4년 계약금 16억원, 연봉 6억원 등 총액 40억원에 계약을 체결하여 잔류하였고, 11월 24일에는 삼성 라이온즈에서 뛰었던 최형우를 4년 계약금 40억원, 연봉 15억원 등 총액 100억원에 계약을 체결하여 영입하였다. 외국인 선수 쪽에서는 브렛 필과 지크 스프루일을 방출시켰고, 로저 버나디나와 팻 딘을 각각 85만 달러, 90만 달러에 계약을 체결하여 영입한 후 헥터 노에시와 170만 달러에 재계약을 체결하였다. 2017년 시즌에서는 강력한 타선과 헥터와 양현종의 20승 듀오 등을 앞세워 경쟁자들이 추격도 거셌지만 결국 정규시즌 1위자리를 계속 지켜갔고 마침내 10월 3일 페넌트레이스 마지막 경기에서 10-2 대승을 거둬, 2009년 이후 8년만에 페넌트레이스 우승을 차지하였다. 또한, 2017년 한국시리즈에서 두산 베어스를 상대하였는데 1차전을 먼저 내줬으나 2차전부터 5차전까지 내리 4연승을 거두어 한국시리즈 전적 4승 1패를 기록하고 두산 베어스를 꺾어 8년만에 팀 통산 11번째 한국시리즈 우승을 차지하며 두산 베어스와 더불어 80년대, 90년대, 00년대, 10년대 모두 우승을 경험한 구단이 되었다. 2018년 초반에는"디펜딩 챔피언"이라는 말이 무색하게 하위권을 전전하였다. 후반기에 좋은 성적을 내어 시즌 최종성적 5위로 포스트시즌에 진출하였으나, 와일드카드 결정전에서 키움에게 6대 10으로 패배하여 포스트시즌이 한 경기 만에 끝나게 되었다. 하지만 2019년 5월 16일 김기태 감독이 성적 부진으로 인하여 자진사퇴하였다. 2019년 5월 17일 박흥식 전 2군 감독을 감독대행으로 선임했다.

### 2020년~2021년:맷 윌리엄스감독 시대
2019년 시즌을 7위로 마무리한 후 기존 박흥식 감독대행과 재계약을 하지 않고 이종범이나 조계현 등 구단의 스타들을 감독으로 영입한다는 소문이 있었지만 10월 15일 공식 발표가 났는데, 바로 구단 역사상 최초 외국인 감독으로 전직 MLB선수와 감독으로 있었던 맷 윌리엄스를 영입했다고 밝혔다. 계약기간은 2020년부터 2022년까지이며 마치 최초 외국인 감독으로 2008년부터 2010년까지 롯데 자이언츠의 감독으로 팀을 포스트시즌으로 이끈 제리 로이스터와 유사한 계약으로 주목받고 있다.

### 2022년~2024년:김종국감독 시대
2022년까지 계약을 맺은 맷 윌리엄스가 성적 부진을 책임으로 조기 계약 해지를 하여 2021 리그가 끝난 지금 김종국 감독이 선임되었다.
2022 시즌을 앞두고, NC 다이노스에서 뛰었던 나성범을 계약기간 6년 총액 150억원에 계약을 체결하여 영입하였다.
그리고 2022.07.24일자 KIA vs 롯데의 경기에서 23:0으로 KIA가 승리하며 한국프로야구 역대 최다 점수차 경기인 동시에, 팀 최다 득점 타이를 만들어냈다.
2022년 10월 7일에 kt 위즈를 상대로 대거 11득점을 내면서 자력으로 정규시즌 5위로 4년만에 포스트시즌에 진출하였으나 와일드카드 결정전에서 KT위즈에게 2:6으로 패하면서 한 경기 만에 가을야구를 마감하였다.

2023년엔 10년만의 9연승을 달리며 한 때 12번째 우승까지 가능하다는 이야기까지 돌았으나 9월 중순부터 주전 선수들이 부상으로 시즌 아웃되면서 급격히 7연패를 찍고 팀이 무너져 내렸고 결국 73승 2무 69패 0.514 5할 승률을 기록했으나 5위 두산베어스에게 불과 1게임 차로 밀린 6위로 포스트 시즌에 탈락한다. 2015년 10구단 체제 출범 이후 6위팀 최고 승률이다.

### 2024년~:이범호감독 시대, 7년 만의 V12
2024시즌을 앞둔 상태에서 김종국 감독이 배임 수재 혐의로 인해 2024년 1월 29일 부로 계약이 해지되면서, 그로부터 2주 후인 2024년 2월 13일에 그의 후임으로 팀의 타격코치를 맡았던 이범호를 새로운 감독으로 선임하였다.
그리고 9월 17일에 KIA 타이거즈는 비록 0:2로 SSG 랜더스에게 졌지만 같은 시간에 잠실야구장에서 2위 삼성 라이온즈가 두산 베어스에게 4:8로 지는 바람에 정규시즌 우승을 확정지었다. 이후 10월 28일에 한국시리즈 5차전서 7:5로 승리를 거두며, 연고지 광주에서는 37년 만이자, 2017년 이후 7년 만에 팀 통산 12번째 한국시리즈 우승을 차지하였다.

## 선수단

### 역대 감독
| 순서      | 이름        | 재임 기간                 | 시즌 수 | 경기수 | 승   | 무 | 패  | 승률  | 최고 성적                                             | 주석 및 기타                     |
| --------- | ----------- | ------------------------- | ------- | ------ | ---- | -- | --- | ----- | ----------------------------------------------------- | -------------------------------- |
| 1대       | 김동엽      | 1982.01.05 - 1982.04.28   | 1       | 13     | 5    | 0  | 8   | 0.385 |                                                       | 중도 퇴진                        |
| 감독 대행 | 조창수      | 1982.04.29 - 1982.10.17   | 1       | 40     | 18   | 0  | 22  | 0.450 |                                                       |                                  |
| 2대       | 김응용      | 1982.10.18 - 2000.10.30   | 18      | 2145   | 1145 | 50 | 950 |       | 1983, 86~89, 91, 93, 96, 97년 한국 시리즈 우승(9회)   |                                  |
| 3대       | 김성한      | 2000.10.30 - 2004.07.26   | 4       |        | 283  | 18 | 236 |       |                                                       | KIA로 모기업 매각                |
| 4대       | 유남호      | 2004.07.27 - 2005.07.25   | 2       |        | 58   | 1  | 67  |       |                                                       | 감독 대행(2004.07.27~2004.10.12) |
| 5대       | 서정환      | 2005.07.26 ~ 2007.10.18   | 3       |        | 106  | 6  | 143 |       |                                                       | 감독 대행(2005.07.26~2005.10.02) |
| 6대       | 조범현      | 2007. 10.18~ 2011. 10.18  | 3       | 525    | 281  | 8  | 247 |       | 기아 우승(V10) - 2009년 정규시즌 1위, 한국시리즈 우승 |                                  |
| 7대       | 선동열      | 2011. 10.18 ~ 2014. 10.26 | 3       |        |      |    |     |       |                                                       |                                  |
| 8대       | 김기태      | 2014. 10.28 ~ 2019. 05.16 | 5       |        |      |    |     |       | 기아 우승(V11) - 2017년 정규시즌 1위, 한국시리즈 우승 |                                  |
| 감독 대행 | 박흥식      | 2019. 05.17 ~ 2019. 10.15 | 1       |        |      |    |     |       |                                                       |                                  |
| 9대       | 맷 윌리엄스 | 2019.10.15~ 2021.11.02    | 2       |        |      |    |     |       |                                                       | 구단 역사상 첫번째 외국인 감독   |
| 10대      | 김종국      | 2021.12.05~ 2024.1.29     | 3       |        |      |    |     |       |                                                       | 배임 수재 논란으로 불명예 퇴임   |
| 11대      | 이범호      | 2024.1.30~                |         |        |      |    |     |       | 2024년 정규시즌 1위, 한국시리즈 출전                  |                                  |

## 정규 시즌
| 연도 | 순위 | 순위             | 경기 | 승   | 무승부 | 패   | 승률  | 득점 | 실점 | 방어율 | 타율  | 출루율 | 장타율 | OPS   | 안타 | 홈런 | 도루 |
| 연도 | 종합 | 정규             | 경기 | 승   | 무승부 | 패   | 승률  | 득점 | 실점 | 방어율 | 타율  | 출루율 | 장타율 | OPS   | 안타 | 홈런 | 도루 |
| ---- | ---- | ---------------- | ---- | ---- | ------ | ---- | ----- | ---- | ---- | ------ | ----- | ------ | ------ | ----- | ---- | ---- | ---- |
| 1982 | 4    | 4                | 80   | 38   | 0      | 42   | 0.475 | 374  | 388  | 3.79   | 0.261 | 0.328  | 0.408  | 0.736 | 696  | 84   | 155  |
| 1983 | 1    | 2 (전기리그 1위) | 100  | 55   | 1      | 44   | 0.556 | 422  | 390  | 3.17   | 0.268 | 0.334  | 0.388  | 0.722 | 881  | 78   | 130  |
| 1984 | 5    | 5                | 100  | 43   | 3      | 54   | 0.443 | 369  | 398  | 3.16   | 0.248 | 0.317  | 0.365  | 0.682 | 822  | 76   | 87   |
| 1985 | 3    | 3                | 110  | 57   | 1      | 52   | 0.523 | 483  | 465  | 3.64   | 0.272 | 0.337  | 0.402  | 0.739 | 1009 | 99   | 130  |
| 1986 | 1    | 2                | 108  | 67   | 4      | 37   | 0.644 | 474  | 372  | 2.86   | 0.259 | 0.325  | 0.390  | 0.715 | 929  | 99   | 120  |
| 1987 | 1    | 2                | 108  | 55   | 5      | 48   | 0.532 | 393  | 401  | 3.16   | 0.252 | 0.321  | 0.360  | 0.681 | 910  | 71   | 90   |
| 1988 | 1    | 1                | 108  | 68   | 2      | 38   | 0.639 | 505  | 364  | 2.86   | 0.283 | 0.350  | 0.421  | 0.771 | 1019 | 112  | 136  |
| 1989 | 1    | 2                | 120  | 65   | 4      | 51   | 0.558 | 500  | 442  | 3.34   | 0.255 | 0.339  | 0.364  | 0.703 | 1011 | 90   | 111  |
| 1990 | 3    | 2                | 120  | 68   | 3      | 49   | 0.579 | 538  | 458  | 3.36   | 0.270 | 0.352  | 0.392  | 0.744 | 1066 | 87   | 101  |
| 1991 | 1    | 1                | 126  | 79   | 5      | 42   | 0.647 | 618  | 409  | 2.89   | 0.259 | 0.350  | 0.418  | 0.768 | 1069 | 144  | 152  |
| 1992 | 3    | 2                | 126  | 71   | 1      | 54   | 0.567 | 701  | 571  | 4.21   | 0.272 | 0.365  | 0.425  | 0.789 | 1139 | 138  | 134  |
| 1993 | 1    | 1                | 126  | 81   | 3      | 42   | 0.659 | 513  | 420  | 2.92   | 0.251 | 0.330  | 0.368  | 0.698 | 1030 | 95   | 161  |
| 1994 | 4    | 4                | 126  | 65   | 2      | 59   | 0.524 | 563  | 509  | 3.60   | 0.271 | 0.328  | 0.388  | 0.716 | 1153 | 93   | 164  |
| 1995 | 4    | 4                | 126  | 64   | 4      | 58   | 0.524 | 431  | 434  | 3.06   | 0.242 | 0.309  | 0.345  | 0.654 | 989  | 75   | 130  |
| 1996 | 1    | 1                | 126  | 73   | 2      | 51   | 0.587 | 554  | 441  | 3.14   | 0.245 | 0.329  | 0.366  | 0.695 | 1022 | 92   | 170  |
| 1997 | 1    | 1                | 126  | 75   | 1      | 50   | 0.599 | 616  | 510  | 3.65   | 0.258 | 0.340  | 0.408  | 0.748 | 1081 | 133  | 148  |
| 1998 | 5    | 5                | 126  | 61   | 1      | 64   | 0.488 | 489  | 531  | 3.91   | 0.258 | 0.325  | 0.376  | 0.701 | 1067 | 94   | 58   |
| 1999 | 7    | 드림4            | 132  | 60   | 3      | 64   | 0.465 | 765  | 743  | 5.21   | 0.278 | 0.362  | 0.466  | 0.828 | 1264 | 210  | 98   |
| 2000 | 6    | 드림4            | 133  | 57   | 4      | 72   | 0.442 | 588  | 728  | 4.95   | 0.252 | 0.333  | 0.363  | 0.696 | 1137 | 86   | 112  |
| 2001 | 5    | 5                | 133  | 60   | 5      | 68   | 0.469 | 683  | 727  | 5.01   | 0.278 | 0.353  | 0.428  | 0.781 | 1263 | 142  | 92   |
| 2002 | 3    | 2                | 133  | 78   | 4      | 51   | 0.605 | 643  | 580  | 3.92   | 0.269 | 0.999  | 0.402  | 0.746 | 1230 | 120  | 155  |
| 2003 | 3    | 2                | 133  | 78   | 5      | 50   | 0.609 | 657  | 527  | 3.62   | 0.272 | 0.349  | 0.416  | 0.765 | 1211 | 129  | 146  |
| 2004 | 4    | 4                | 133  | 67   | 5      | 61   | 0.523 | 643  | 637  | 4.51   | 0.267 | 0.354  | 0.419  | 0.773 | 1182 | 143  | 127  |
| 2005 | 8    | 8                | 126  | 49   | 1      | 76   | 0.392 | 541  | 659  | 4.81   | 0.260 | 0.337  | 0.380  | 0.717 | 1102 | 99   | 101  |
| 2006 | 4    | 4                | 126  | 64   | 3      | 59   | 0.520 | 476  | 451  | 3.33   | 0.255 | 0.325  | 0.356  | 0.681 | 1067 | 62   | 93   |
| 2007 | 8    | 8                | 126  | 51   | 1      | 74   | 0.408 | 499  | 602  | 4.49   | 0.257 | 0.330  | 0.364  | 0.694 | 1080 | 73   | 70   |
| 2008 | 6    | 6                | 126  | 57   | 0      | 69   | 0.452 | 503  | 555  | 4.08   | 0.260 | 0.336  | 0.352  | 0.694 | 1095 | 48   | 131  |
| 2009 | 1    | 1                | 133  | 81   | 4      | 48   | 0.609 | 706  | 581  | 3.92   | 0.267 | 0.357  | 0.427  | 0.785 | 1191 | 156  | 113  |
| 2010 | 5    | 5                | 133  | 59   | 0      | 74   | 0.444 | 611  | 641  | 4.39   | 0.260 | 0.347  | 0.383  | 0.730 | 1148 | 106  | 119  |
| 2011 | 4    | 4                | 133  | 70   | 0      | 63   | 0.526 | 627  | 580  | 4.10   | 0.269 | 0.357  | 0.359  | 0.752 | 1177 | 106  | 113  |
| 2012 | 5    | 5                | 133  | 62   | 6      | 65   | 0.488 | 553  | 564  | 3.90   | 0.256 | 0.343  | 0.347  | 0.690 | 1112 | 54   | 132  |
| 2013 | 8    | 8                | 128  | 51   | 3      | 74   | 0.408 | 587  | 711  | 5.12   | 0.261 | 0.349  | 0.373  | 0.722 | 1125 | 88   | 141  |
| 2014 | 8    | 8                | 128  | 54   | 0      | 74   | 0.422 | 622  | 788  | 5.82   | 0.288 | 0.355  | 0.437  | 0.792 | 1279 | 121  | 121  |
| 2015 | 7    | 7                | 144  | 67   | 0      | 77   | 0.465 | 648  | 739  | 4.79   | 0.251 | 0.326  | 0.392  | 0.718 | 1197 | 136  | 115  |
| 2016 | 5    | 5                | 144  | 70   | 1      | 73   | 0.490 | 803  | 785  | 4.97   | 0.286 | 0.358  | 0.452  | 0.810 | 1429 | 170  | 101  |
| 2017 | 1    | 1                | 144  | 87   | 1      | 56   | 0.608 | 906  | 746  | 4.79   | 0.302 | 0.370  | 0.469  | 0.840 | 1554 | 170  | 76   |
| 2018 | 5    | 5                | 144  | 70   | 0      | 74   | 0.486 | 865  | 826  | 5.40   | 0.295 | 0.367  | 0.457  | 0.824 | 1487 | 170  | 88   |
| 2019 | 7    | 7                | 144  | 62   | 2      | 80   | 0.437 | 605  | 723  | 4.65   | 0.264 | 0.336  | 0.369  | 0.705 | 1286 | 76   | 87   |
| 2020 | 6    | 6                | 144  | 73   | 0      | 71   | 0.507 | 724  | 795  | 5.13   | 0.274 | 0.351  | 0.404  | 0.755 | 1355 | 130  | 47   |
| 2021 | 9    | 9                | 144  | 58   | 10     | 76   | 0.433 | 568  | 752  | 4.89   | 0.248 | 0.337  | 0.336  | 0.673 | 1198 | 66   | 73   |
| 2022 | 5    | 5                | 144  | 70   | 1      | 73   | 0.490 | 720  | 679  | 4.20   | 0.272 | 0.349  | 0.398  | 0.746 | 1361 | 113  | 103  |
| 2023 | 6    | 6                | 144  | 73   | 2      | 69   | 0.514 |      |      |        |       |        |        |       |      |      |      |
| 2024 | 1    | 1                | 144  | 87   | 2      | 55   | 0.613 |      |      |        |       |        |        |       |      |      |      |
| 통산 | -    | -                | 5491 | 2800 | 105    | 2586 | 0.520 |      |      |        |       |        |        |       |      |      |      |

## 통산 기록
| 연도                | 팀명                | 최종순위             | 승   | 무  | 패   | 승률  | 포스트 시즌                        | 수상 선수               | 감독                    |
| ------------------- | ------------------- | -------------------- | ---- | --- | ---- | ----- | ---------------------------------- | ----------------------- | ----------------------- |
| 1982                | 해태                | 4위                  | 38   | 0   | 42   | 0.475 |                                    |                         | 김동엽 조창수(감독대행) |
| 1983                | 해태                | 1위                  | 55   | 1   | 44   | 0.556 | * 한국시리즈 : MBC 전 4-0 승       |                         | 김응용                  |
| 1984                | 해태                | 5위                  | 43   | 3   | 54   | 0.443 |                                    |                         | 김응용                  |
| 1985                | 해태                | 3위                  | 57   | 1   | 52   | 0.523 |                                    | 이순철 (신) 김성한 (최) | 김응용                  |
| 1986                | 해태                | 1위                  | 67   | 4   | 37   | 0.644 | * 한국시리즈 : 삼성 전 4-1 승      | 선동열 (최)             | 김응용                  |
| 1987                | 해태                | 1위                  | 55   | 5   | 48   | 0.532 | * 한국시리즈 : 삼성 전 4-0 승      |                         | 김응용                  |
| 1988                | 해태                | 1위                  | 68   | 2   | 38   | 0.639 | * 한국시리즈 : 빙그레 전 4-2 승    | 김성한 (최)             | 김응용                  |
| 1989                | 해태                | 1위                  | 65   | 4   | 51   | 0.558 | * 한국시리즈 : 빙그레 전 4-1 승    | 선동열 (최)             | 김응용                  |
| 1990                | 해태                | 3위                  | 68   | 3   | 49   | 0.579 | 플레이오프 : 삼성 전 0-3 패        | 선동열 (최)             | 김응용                  |
| 1991                | 해태                | 1위                  | 79   | 5   | 42   | 0.647 | * 한국시리즈 : 빙그레 전 4-0 승    |                         | 김응용                  |
| 1992                | 해태                | 3위                  | 71   | 1   | 54   | 0.567 | 플레이오프 : 롯데 전 2-3 패        |                         | 김응용                  |
| 1993                | 해태                | 1위                  | 81   | 3   | 42   | 0.655 | * 한국시리즈 : 삼성 전 4-2 승      |                         | 김응용                  |
| 1994                | 해태                | 4위                  | 65   | 2   | 59   | 0.524 | 플레이오프 : 한화 전 0-3 패        | 이종범 (최)             | 김응용                  |
| 1995                | 해태                | 4위                  | 64   | 4   | 58   | 0.524 |                                    |                         | 김응용                  |
| 1996                | 해태                | 1위                  | 73   | 2   | 51   | 0.587 | * 한국시리즈 : 현대 전 4-2 승      |                         | 김응용                  |
| 1997                | 해태                | 1위                  | 75   | 1   | 50   | 0.599 | * 한국시리즈 : LG 전 4-1 승        |                         | 김응용                  |
| 1998                | 해태                | 5위                  | 61   | 1   | 64   | 0.488 |                                    |                         | 김응용                  |
| 1999                | 해태                | 드림리그4위(전체7위) | 60   | 3   | 69   | 0.465 |                                    |                         | 김응용                  |
| 2000                | 해태                | 드림리그4위(전체6위) | 57   | 4   | 72   | 0.442 |                                    |                         | 김응용                  |
| 2001                | KIA                 | 5위                  | 60   | 5   | 68   | 0.469 |                                    |                         | 김성한                  |
| 2002                | KIA                 | 3위                  | 78   | 4   | 51   | 0.605 | 플레이오프 : LG 전 2-3 패          |                         | 김성한                  |
| 2003                | KIA                 | 3위                  | 78   | 5   | 50   | 0.609 | 플레이오프 : SK 전 0-3 패          |                         | 김성한                  |
| 2004                | KIA                 | 4위                  | 67   | 5   | 61   | 0.523 | 준플레이오프 : 두산 전 0-2 패      |                         | 김성한                  |
| 2005                | KIA                 | 8위                  | 49   | 1   | 76   | 0.392 |                                    |                         | 유남호                  |
| 2006                | KIA                 | 4위                  | 64   | 3   | 59   | 0.520 | 준플레이오프 : 한화 전 1-2 패      |                         | 서정환                  |
| 2007                | KIA                 | 8위                  | 51   | 1   | 74   | 0.408 |                                    |                         | 서정환                  |
| 2008                | KIA                 | 6위                  | 57   | 0   | 69   | 0.452 |                                    |                         | 조범현                  |
| 2009                | KIA                 | 1위                  | 81   | 4   | 48   | 0.609 | * 한국시리즈 : SK 전 4-3 승        | 김상현 (최)             | 조범현                  |
| 2010                | KIA                 | 5위                  | 59   | 0   | 74   | 0.444 |                                    |                         | 조범현                  |
| 2011                | KIA                 | 4위                  | 70   | 0   | 63   | 0.526 | 준플레이오프 : SK 전 1-3 패        | 윤석민 (최)             | 조범현                  |
| 2012                | KIA                 | 5위                  | 62   | 6   | 65   | 0.488 |                                    |                         | 선동열                  |
| 2013                | KIA                 | 8위                  | 51   | 3   | 74   | 0.408 |                                    |                         | 선동열                  |
| 2014                | KIA                 | 8위                  | 54   | 0   | 74   | 0.422 |                                    |                         | 선동열                  |
| 2015                | KIA                 | 7위                  | 67   | 0   | 77   | 0.465 |                                    |                         | 김기태                  |
| 2016                | KIA                 | 5위                  | 70   | 1   | 73   | 0.490 | 와일드카드 결정전 : LG 전 1-1 패   |                         | 김기태                  |
| 2017                | KIA                 | 1위                  | 87   | 1   | 56   | 0.608 | * 한국시리즈 : 두산 전 4-1 승      | 양현종 (최)             | 김기태                  |
| 2018                | KIA                 | 5위                  | 70   | 0   | 74   | 0.486 | 와일드카드 결정전 : 넥센 전 0-1 패 |                         | 김기태                  |
| 2019                | KIA                 | 7위                  | 62   | 2   | 80   | 0.437 |                                    |                         | 김기태 박흥식(감독대행) |
| 2020                | KIA                 | 6위                  | 73   | 0   | 71   | 0.507 |                                    |                         | 맷 윌리엄스             |
| 2021                | KIA                 | 9위                  | 58   | 10  | 76   | 0.433 |                                    |                         | 맷 윌리엄스             |
| 2022                | KIA                 | 5위                  | 70   | 1   | 73   | 0.490 | 와일드카드 결정전 : KT 전 0-1 패   |                         | 김종국                  |
| 2023                | KIA                 | 6위                  | 73   | 2   | 69   | 0.514 |                                    |                         | 김종국                  |
| 2024                | KIA                 | 1위                  | 87   | 2   | 55   | 0.613 | * 한국시리즈 : 삼성 전 4-1 승      | 김선빈 (최)             | 이범호                  |
| KIA 타이거즈 43시즌 | KIA 타이거즈 43시즌 | KIA 타이거즈 43시즌  | 2800 | 105 | 2586 | 0.520 | 한국시리즈 우승 12회               | 한국시리즈 우승 12회    | 한국시리즈 우승 12회    |

와일드카드 결정전
2016년 LG 트윈스 전 1-1 패
2018년 넥센 히어로즈 전 0-1 패
2022년 KT 위즈 전 0-1 패
준 플레이오프
2004년 두산 베어스 전 0-2 패
2006년 한화 이글스 전 1-2 패
2011년 SK 와이번스 전 1-3 패
플레이오프
1987년 OB 베어스 전 3-2 승
1989년 태평양 돌핀스 전 3-0 승
2002년 LG 트윈스 전 2-3 패
2003년 SK 와이번스 전 0-3 패

## 한국시리즈
| #                                            | 연도   | 감독   | 상대 팀 (감독)         | 경기 결과             | 우승 횟수 | 시리즈 MVP      | 주석 및 기타  |
| -------------------------------------------- | ------ | ------ | ---------------------- | --------------------- | --------- | --------------- | ------------- |
| 1                                            | 1983년 | 김응용 | MBC청룡 (김동엽)       | 4승 1무 (OOO△O)       | V1        | 김봉연 (내야수) |               |
| 2                                            | 1986년 | 김응용 | 삼성 라이온즈 (김영덕) | 4승 1패 (OXOOO)       | V2        | 김정수 (투수)   |               |
| 3                                            | 1987년 | 김응용 | 삼성 라이온즈 (박영길) | 4승 (OOOO)            | V3        | 김준환 (외야수) |               |
| 4                                            | 1988년 | 김응용 | 빙그레 이글스 (김영덕) | 4승 2패 (OOOXXO)      | V4        | 문희수 (투수)   |               |
| 5                                            | 1989년 | 김응용 | 빙그레 이글스 (김영덕) | 4승 1패 (XOOOO)       | V5        | 박철우 (내야수) |               |
| 6                                            | 1991년 | 김응용 | 빙그레 이글스 (김영덕) | 4승 (OOOO)            | V6        | 장채근 (포수)   |               |
| 7                                            | 1993년 | 김응용 | 삼성 라이온즈 (우용득) | 4승 1무 2패 (OX△XOOO) | V7        | 이종범 (내야수) |               |
| 8                                            | 1996년 | 김응용 | 현대 유니콘스 (김재박) | 4승 2패 (OXOXOO)      | V8        | 이강철 (투수)   |               |
| 9                                            | 1997년 | 김응용 | LG 트윈스 (천보성)     | 4승 1패 (OXOOO)       | V9        | 이종범 (내야수) |               |
| 10                                           | 2009년 | 조범현 | SK 와이번스 (김성근)   | 4승 3패 (OOXXOXO)     | V10       | 나지완 (외야수) | KIA로 첫 우승 |
| 11                                           | 2017년 | 김기태 | 두산 베어스 (김태형)   | 4승 1패 (XOOOO)       | V11       | 양현종 (투수)   |               |
| 12                                           | 2024년 | 이범호 | 삼성 라이온즈 (박진만) | 4승 1패 (OOXOO)       | V12       | 김선빈 (내야수) |               |
| 한국시리즈 총 12회 우승 (해태 9회 / KIA 3회) |        |        |                        |                       |           |                 |               |

## 한국 프로 야구상 수상자
KIA 타이거즈는 해태 시절을 포함해 한국 프로 야구 최우수 선수를 아홉 차례 배출했다.
- 1985년 김성한(내야수)
- 1986년 선동열(투수)
- 1988년 김성한(내야수)
- 1989년 선동열(투수)
- 1990년 선동열(투수)
- 1994년 이종범(내야수)
- 2009년 김상현(내야수)
- 2011년 윤석민(투수)
- 2017년 양현종(투수)
- 2024년 김도영(내야수)

## 1차 지명 지역 연고
- 광주광역시
  - 광주제일고등학교
  - 광주진흥고등학교
  - 광주동성고등학교
- 전라남·북도 (전주시 - 전주고, 군산시 - 군산상고 제외, 2001년~2013년)
  - 순천효천고등학교 (전남 순천시)
  - 화순고등학교 (전남 화순군)
  - 인상고등학교 (전북 정읍시)
  - 영선고등학교 (전북 고창군)

## 역대 2차 드래프트 지명
2차 드래프트는 한국 야구 위원회에서 2년마다 11월 말에 개최되며, 타 팀에서 FA 신청선수를 제외한 35명의 보호선수에서 제외된 선수를 지명할 수 있다.
| 연도 | 1라운드                      | 2라운드                        | 3라운드                        |
| ---- | ---------------------------- | ------------------------------ | ------------------------------ |
| 2012 | 이두환 (두산 베어스, 내야수) | 이경록 (삼성 라이온즈, 외야수) | 백세웅 (롯데 자이언츠, 내야수) |
| 2014 | 김태영 (두산 베어스, 투수)   | 김민우 (키움 히어로즈, 내야수) | 김준 (SSG 랜더스, 투수)        |
| 2016 | 배힘찬 (키움 히어로즈, 투수) | 윤정우 (LG 트윈스, 외야수)     | 이윤학 (kt 위즈, 투수)         |
| 2018 | 최정용 (SSG 랜더스, 내야수)  | 황윤호 (NC 다이노스, 내야수)   | 유민상 (kt 위즈, 내야수)       |
| 2020 | 변시원 (두산 베어스, 투수)   | 없음                           | 없음                           |
| 2024 | 없음                         | 이형범 (두산 베어스, 투수)     | 고명성 (kt 위즈, 투수)         |

## 기록

### 팀 기록
- 통산 12회 우승과 4년 연속 우승(1986~89), 한국시리즈 승률 100%(12전 12승)
- 역대 포스트시즌 및 한국시리즈 최고승률 (2023년 기준, 57승 40패 2무 (.607)/ 한국시리즈: 44승 13패 2무 (.769))
- 정규시즌 8년 연속 1-2위 (1985-1993)
- 최다경기연속홈런 : 20경기 연속홈런 (2004년 5월 5일 광주 한화 이글스전부터 5월 29일 잠실 두산 베어스과의 더블헤더 1차전까지)
- 정규시즌 통산 최다승 2위 (1,846승 (1위 삼성 라이온즈- 1,931승), 2010 시즌까지)
- 정규시즌 통산승률 역대 2위 (.535, 2010 시즌까지)
- 역대 최초 팀 1,000 승 (1997년 8월 8일)
- 역대 두 번째 팀 2,000 승 (2013년 5월 23일)
- 역대 최초 팀 20,000 탈삼진 (2010년 5월 30일)
- 역대 최초 팀 3,700 도루 (2012년 6월 6일)
- 역대 최초 팀 1,000 홈런 (1992년 5월 31일)
- 역대 두 번째 팀 3,000 홈런 (2010년 8월 7일)
- 역대 월간 최다승 및 승률 (20승 4패, 2009년 8월)
- 선발 타자 한 이닝 전원 득점 (2009년 7월 3일 대전 한화 이글스 전)
- 역대 최다연패 공동 3위 16연패 (2010년 6월 18일~7월 8일), 2002년 롯데 자이언츠 (2002년 6월 2일~6월 26일) 와 타이 기록)
- 한 이닝 사이클링 홈런 기록 (2010년 7월 29일 사직 롯데 자이언츠 전 3회초, 이용규 3점 홈런 -> 채종범 2점 홈런 -> 최희섭 1점 홈런 -> 이용규 만루 홈런)
- 역대 최초 연장 끝내기 삼중살 (2011년 5월 8일 SK 와이번스 전 11회말 )
- 역대 5번째 및 20년만의 선발투수 4게임 연속 완투승 (2012년 9월 28일: 서재응- 김진우- 윤석민- 헨리 소사) (이전기록: 84년 삼성 라이온즈, 89년 OB 베어스, 92년 롯데 자이언츠)
- 역대 두 번째 팀 2,100 승 (2015년 5월 13일 KT 위즈전 홍건희)
- 역대 두 번째 팀 2,300 승 (2017년 9월 16일 KT 위즈전 헥터 노에시)
- 역대 최초 팀 4,100도루 (2015년 7월 2일 한화 이글스전 김민우)
- 역대 네 번째 팀 900 세이브 (2015년 7월 21일 삼성 라이온즈전 윤석민)
- 역대 최초 팀 사이클링 히트 (2016년 4월 15일 넥센 히어로스전 김주찬)
- 역대 다섯 번째 37,000안타 (2015년 5월 5일 롯데 자이언츠전 윤완주)
- 역대 최초 팀 4,200도루 (2016년 6월 14일 두산 베어스전 고영우
- 역대 세 번째 팀 18,000 타점 (2016년 6월 16일 두산 베어스전 이홍구)
- 역대 두번째, 외국인선수 최초, 팀 사이클링 히트 (2017년 8월 3일 KT 위즈전 로저 버나디나)

팀 통산 카테고리별 사항
타격 분야 (1982년 - 2023년, 업데이트 바람)
- 역대 통산 팀 득점 2위 (15,818점)
- 역대 통산 팀 홈런 2위 (3,034개)
- 역대 통산 팀 타점 3위 (18,000점)
- 역대 통산 팀 도루 1위 (4,200개)
- 역대 통산 팀 볼넷 2위 (12,511개)
- 역대 통산 팀 (원년팀 5개중) 최소 피삼진 2위 (18,205개)
- 2017시즌: KBO 역대 최초 8게임 연속 두자릿수 득점 (2017년 7월 5일 SK 와이번스 한미일 프로야구리그 최초)
- 2017시즌: KBO 역대 최다 시즌 3할 타자 배출 (2017시즌, 김선빈, 최형우, 로저 버나디나, 이명기, 안치홍, 김주찬, 나지완)

투수 분야 (1982년 - 2023년, 업데이트 바람)
- 역대 통산 팀 방어율 1위 (3.80)
- 역대 통산 팀 WHIP 1위 (1.31)
- 역대 통산 팀 탈삼진 1위 (20,531개)
- 역대 통산 팀 탈삼진/볼넷 비율 1위 (1.78)
- 역대 통산 팀 피안타율 1위 (0.253)
- 역대 통산 팀 (원년팀 5개중) 피안타 최소 1위 (29,634개 허용)
- 2017시즌: KBO 역대 2번째 선발 20승 듀오 배출 (2017시즌, 양현종, 헥터 노에시)
- 2017시즌: KBO 역대 최다 20승 투수배출 4명 (이상윤 (1983)(17구원승 포함), 선동렬 (1986(7구원승 포함), 1989(12구원승 포함), 1990(11구원승 포함)), 양현종 (2017), 헥터 노에시 (2017))

수상및 올스타부분
- 역대 최다 골든글러브 배출 (66명/ 비고: 공동 1위 삼성 라이온즈, 2017년말 기준)
- 역대 최다 선발 올스타배출 (2017년말 기준)
- 역대 최장기간 골든글러브 배출 (1982~ 1997년, 16년 연속)
- 역대 최장기간 선발 올스타 배출 (1982~ 1999년, 18년 연속)
- 역대 최다 정규시즌 MVP (9명/ 비고: 공동 1위 삼성 라이온즈 9명, 2017년말 기준)
- 역대 최다 한국시리즈 MVP 배출 (10명, 2023년 기준)
- 2016년 시즌종료까지 팀통산 38,182안타 기록

### 개인 기록
- 이상윤의 팀 역사상 최초 20승 달성 (1983년 9월 12일)
- 김봉연의 프로 야구 두 번째 100홈런 달성 (1987년 5월, 첫 번째- 이만수)
- 김성한
  - 투수로서 10승-10홈런 이상 기록(프로야구 원년)(투수성적:10승 5패 1세이브 평균자책점 2.88), (타자성적:타율 3할5리, 13홈런, 69타점 - 1위)
  - 프로 야구 세 번째 100홈런 달성 (1988년 6월 26일, 이만수-김봉연에 이어)
  - 프로 야구 두 번째 400타점 달성 (1988년 8월 21일, 첫 번째-이만수)
  - 프로 야구 최초 시즌 30 홈런 (1988년)
  - 프로 야구 최초 20(홈런)-20(도루) 클럽 가입 (1989년 9월 17일) - 홈런 (26), 도루 (32)
  - 프로 야구 두 번째 600타점 달성 (1991년 5월 23일, 첫 번째-이만수)
  - 프로 야구 최초 500득점 달성 (1990년 6월 5일)
  - 프로 야구 최초 600득점 달성 (1991년 7월 14일)
  - 프로 야구 최초 700득점 달성 (1993년 5월 26일)
  - 프로 야구 최초 1,000안타 달성 (1991년 4월 19일)
  - 프로 야구 최초 2,000루타 달성 (1992년 8월 20일)
  - 프로 야구 최초 1,200안타 달성 (1992년 8월 23일)
  - 프로 야구 최초 1,300안타 달성 (1993년 8월 19일)
  - 프로 야구 2번째 200홈런 달성 (첫 번째- 이만수)
- 방수원의 한국프로야구 최초 노히트 노런(1984.5.5 삼미전)
- 김준환, 백인호, 박철우의 프로 최초 3타자 연속홈런 (1989년 6월 1일)
- 선동열
  - 최초 및 최다 0점대 평균자책점(1986, 1987, 1993)
  - 1982년 박철순(16선발승)[11] 이후 4년 만에 최다 선발승+정규시즌 MVP(17선발승)(그 이후 한동안 정규시즌 MVP 중 최다 선발승 투수가 나오지 않았다가 2005년 손민한 (17선발승)이 3번째 최다 선발승 투수 정규시즌 MVP를 차지했고(선동열과 타이) 이 기록은 2006년 류현진 (18선발승) 2007년 리오스 (22선발승)[12]에 의해 갱신됨)
  - 4년 연속 탈삼진 1위 (1988, 1989, 1990, 1991)
  - 6년 연속 평균자책점 1위 (1986, 1987, 1988, 1989, 1990, 1991)
  - 3년 연속 최다승 1위(1989, 1990, 1991)
  - 프로야구 최초 30세이브 (1993, 방어율 0.78, 10승 3패 31세이브)
  - 최다 연속 무실점이닝(49⅓이닝(1위, 1986, 1987), 46⅓이닝(2위,(1995년))
  - 500이닝이상 역대통산 최저 평균자책점(1.20)
  - 500이닝이상 역대통산 최저 WHIP (0.80)
  - 500이닝이상 역대통산 최다승 4위 (146승 (1,647이닝- 비고: 역대최다승 5위내 모두 통산 2100이닝이상))
  - 500이닝이상 역대통산 1000이닝이상 투수 최소패 1위 (40패- 비고: 역대최다승 5위내 모두 통산 110패이상, 3명은 120패이상)
  - 500이닝이상 역대통산 최소피홈런 1위 (통산 28개- 비고: 역대최다승 5위내 모두 통산 210개이상 허용)
  - 500이닝이상 역대통산 최소자책점 1위 (통산 220점- 비고: 역대최다승 10위내 모두 통산 600점이상 허용 (김시진제외- 547점))
- 이강철
  - 10년 연속 10승이상 (역대유일) (1989- 1998, 5차례 15승 이상)
  - 역대 KBO 2번째 단일 팀에서만 100선발승 기록[13] (1997년 9월 12일 롯데전, 통산 3호이자 잠수함 투수 1호)
  - 통산 114선발승으로 역대 잠수함 투수 중 유일하게 100선발승 이상 돌파
- 이종범
  - 단일 경기 최다 도루(6, 1993), 국내 출신 선수 최고 타율 (0.393, 1994), 단일 시즌 최다 도루 (84, 1994), 30(홈런)-60(도루)클럽 가입(1997)
  - 프로야구 최초 3할-30홈런-30도루 달성 (1997)
  - 역대 유일무이 유격수 OPS 1.0 돌파 2차례 달성 (1994, 1997)
  - 최소경기(1,439경기) 1,000득점 (역대 4번째) (2009)
  - 최소경기 200 도루, 최소경기 300도루, 최소경기 400도루
  - 최소경기(1,439경기) 500 도루 (역대 2번째, 참조- 전준호(1,705경기)) (2009)
  - 한일통산 200홈런 500 도루 (역대 첫 번째- 221홈런- 563 도루)
  - 한일통산 2000안타
  - 프로 최초 더블헤더 선두타자 연속홈런 (1993년 7월 15일)
- 김상진의 한국시리즈 최연소 완투승 (1997년 10월 25일, 한국시리즈 5차전, 20세 6개월)
- 이대진의 10타자 연속 삼진(1998년 5월 12일 현대전)
- 김상훈의 단일시즌 최고 도루 저지율 0.554(2003)
- 홍세완의 국내 유격수 최초 세자리수 타점 기록(100타점)(2003)
- 한기주의 입단 당시 KBO 리그 사상 최다 계약금인 10억 기록(2006)
- 손지환의 한국 프로야구 최초 무보살 트리플 플레이(2007)
- 최희섭의 2타점 희생플라이(2007)
- 김상현
  - 한 시즌 최다 만루 홈런 타이기록(4개, 2009)
  - 역대월간 최다 홈런 타이기록 (15개, 2009년 8월; 이승엽 1999년 5월, 2003년 5월)
  - 역대월간 최다 타점 타이기록 (38타점, 2009년 8월; 장종훈 1991년)
- 안치홍
  - 한국시리즈 최연소 홈런 기록 (2009년 10월 24일, 한국시리즈 7차전, 19세 3개월 22일)
  - 올스타전 최연소 홈런 기록 및 최연소 미스터 올스타 수상(19세 23일)
- 이용규
  - 한 이닝 최다 타점 기록 (7점, 2010년 7월 29일, 사직 롯데 자이언츠 전)
  - 한 경기 최다 타점 타이기록(8점, 2010년 7월 29일, 사직 롯데 자이언츠 전)
  - 한 타자 상대 최다투구 기록 (20개, 2010년 8월 29일, 넥센 히어로즈 전, 상대투수 : 박준수)
- 윤석민
  - KBO 역대 두 번째 투수 4관왕 (선동열- 2번 달성, 2011년) 주요부분 3관왕은 역대 세 번째 (다승, 탈삼진, 평균자책점)).
- 서재응
  - KBO 역대 최다 선발무실점이닝 기록 (2012년, 44이닝, 이전 기록 선동열(37이닝·1986~1987년))
- 최희섭
  - KBO 역대 최고령 통산 100호 홈런 기록 (2015년 5월 21일, 롯데 자이언츠전, 36세 2개월 5일)
- 나지완
  - KBO 통산 100사구 기록 (2016년 6월 11일, 삼성 라이온즈전, 역대 22번째)
- 이범호
  - KBO 통산 만루 홈런 신기록 (13개, 2015년 10월 3일, 두산 베어스전, 상대투수 : 유희관)
  - KBO 통산 250 홈런 달성 (2015년 10월 3일, 두산 베어스전, 역대 13번째)
  - KBO 통산 1,400안타 기록 (2016년 5월 1일, 두산 베어스전, 역대 32번째)
  - KBO 통산 2,500루타 기록 (2016년 5월 11일, KT 위즈전, 역대 41번째)
  - KBO 통산 300번째 2루타 기록 (2016년 5월 27일, NC 다이노스전, 역대 19번째)
  - KBO 통산 800득점 기록 (2016년 5월 27일, 롯데 자이언츠전, 역대 26번째)
  - KBO 통산 900타점 기록 (2016년 5월 27일, 롯데 자이언츠전, 역대 19번째)
- 최향남
  - 한국프로야구 최고령 세이브 기록 (2012년 7월 25일, 넥센 히어로즈전, 41세 3개월 27일)
- 김주찬
  - KBO 통산 1300경기 출장 (2016년 4월 2일, NC 다이노스전, 역대 55번째)
  - KBO 통산 50번째 3루타 기록 (2016년 4월 18일, 넥센 히어로스전, 역대 1번째)
  - KBO 통산 250번째 2루타 기록 (2016년 4월 18일, 넥센 히어로스전, 역대 29번째)
  - 팀 통산 최초 싸이클링 히트 (2016년 4월 18일, 넥센 히어로스전 역대 19번째)
  - KBO 통산 2,000루타 기록 (2016년 5월 29일, NC 다이노스전, 역대 41번째)
  - KBO 통산 1,400안타 기록 (2016년 6월 16일, 두산 베어스전, 역대 35번째)
- 최영필
  - KBO 최고령 세이브 기록 (2016년 4월 9일, KT 위즈전, 41세 10개월 27일)
  - KBO 통산 1,000이닝 기록 (2016년 5월 29일, NC 다이노스전, 역대 76번째)

- 양현종
  - KBO 최초 정규시즌 MVP, 한국시리즈 MVP 동시석권, 및 최동원상 수상 (2017년 시즌)
  - 팀 역사상 세번째 토종선발 20승 (2017년 시즌)
- 헥터 노에시
  - KBO 역사상 두번째 (1985년 김시진, 김일륭 듀오이래) 선발 20승 듀오탄생 (양현종, 헥터, 2017시즌)
  - 팀 역사상 최초 20승 외국인선수 (2017시즌)(모두 선발)(역대 4번째 외국인 선발 20승)
- 로저 버나디나
  - 팀 역사상 최초 외국인 선수 20-20클럽 가입 (2017시즌)
  - 팀 역사상 최초 외국인 선수 사이클링 히트 (2017년 8월 3일, KT 위즈전)
- 김도영
  - KBO 최초 월간 10-10 클럽 가입 (2024년 시즌)
  - KBO 단일 시즌 최다 득점 기록 경신 (143득점, 2024년 시즌)

## 마스코트
- 호걸이
- 호연이
- 호야
- 하랑이

## 역대 선발진

### 1군
| 연도 | 1선발      | 2선발  | 3선발      | 4선발  | 5선발    |
| ---- | ---------- | ------ | ---------- | ------ | -------- |
| 1982 | 김용남     | 방수원 | 강만식     | 이상윤 | 신태중   |
| 1983 | 이상윤     | 김용남 | 주동식     | 강만식 | 방수원   |
| 1984 | 이상윤     | 김용남 | 강만식     | 주동식 | 방수원   |
| 1985 | 강만식     | 문희수 | 조도연     | 김용남 | 최상주   |
| 1986 | 선동열     | 차동철 | 이상윤     | 문희수 | 강만식   |
| 1987 | 차동철     | 문희수 | 신동수     | 김정수 | 이상윤   |
| 1988 | 이상윤     | 차동철 | 문희수     | 김대현 | 신동수   |
| 1989 | 이강철     | 조계현 | 신동수     | 문희수 | 김정수   |
| 1990 | 선동열     | 이강철 | 조계현     | 김정수 | 신동수   |
| 1991 | 선동열     | 이강철 | 신동수     | 조계현 | 김정수   |
| 1992 | 이강철     | 김정수 | 조계현     | 신동수 | 문희수   |
| 1993 | 조계현     | 이강철 | 김정수     | 이대진 | 문희수   |
| 1994 | 조계현     | 이강철 | 김정수     | 이대진 | 강태원   |
| 1995 | 이대진     | 조계현 | 이강철     | 김정수 | 이원식   |
| 1996 | 조계현     | 이대진 | 이강철     | 김상진 | 이원식   |
| 1997 | 이대진     | 이강철 | 김상진     | 조계현 | 김봉영   |
| 1998 | 이강철     | 이대진 | 김상진     | 최상덕 | 오철민   |
| 1999 | 유동훈     | 오철민 | 최상덕     | 박진철 | 곽현희   |
| 2000 | 최상덕     | 성영재 | 곽현희     | 윤형진 | 이원식   |
| 2001 | 최상덕     | 레스   | 오철민     | 이원식 | 유동훈   |
| 2002 | 키퍼       | 김진우 | 최상덕     | 강철민 | 이원식   |
| 2003 | 김진우     | 리오스 | 최상덕     | 키퍼   | 강철민   |
| 2004 | 리오스     | 마뇽   | 강철민     | 이동현 | 최상덕   |
| 2005 | 김진우     | 블랭크 | 그레이싱어 | 강철민 | 리오스   |
| 2006 | 그레이싱어 | 김진우 | 한기주     | 강철민 | 이동현   |
| 2007 | 윤석민     | 스코비 | 이대진     | 에서튼 | 전병두   |
| 2008 | 윤석민     | 이범석 | 서재응     | 이대진 | 리마     |
| 2009 | 구톰슨     | 로페즈 | 양현종     | 윤석민 | 서재응   |
| 2010 | 서재응     | 양현종 | 로페즈     | 윤석민 | 콜론     |
| 2011 | 윤석민     | 로페즈 | 트레비스   | 서재응 | 양현종   |
| 2012 | 서재응     | 김진우 | 윤석민     | 소사   | 앤서니   |
| 2013 | 양현종     | 김진우 | 소사       | 임준섭 | 서재응   |
| 2014 | 양현종     | 홀튼   | 임준섭     | 토마스 | 김병현   |
| 2015 | 양현종     | 임준혁 | 스틴슨     | 서재응 | 험버     |
| 2016 | 헥터       | 양현종 | 지크       | 고효준 | 임준혁   |
| 2017 | 헥터       | 양현종 | 팻딘       | 임기영 | 김진우   |
| 2018 | 양현종     | 헥터   | 한승혁     | 팻딘   | 임기영   |
| 2019 | 양현종     | 윌랜드 | 김기훈     | 터너   | 홍건희   |
| 2020 | 브룩스     | 양현종 | 가뇽       | 임기영 | 이민우   |
| 2021 | 멩덴       | 임기영 | 이의리     | 브룩스 | 이민우   |
| 2022 | 놀린       | 양현종 | 임기영     | 이의리 | 한승혁   |
| 2023 | 양현종     | 이의리 | 윤영철     | 파노니 | 앤더슨   |
| 2024 | 양현종     | 네일   | 윤영철     | 황동하 | 알드레드 |

### 2군
| 연도 | 1선발  | 2선발  | 3선발  | 4선발  | 5선발  |
| ---- | ------ | ------ | ------ | ------ | ------ |
| 1990 | 최태영 | 김형택 | 서정필 | 박동하 | 이동렬 |
| 1991 | 문귀석 | 최향남 | 서정필 | 최태영 | 강대성 |
| 1992 | 양승철 | 문귀석 | 서순익 | 최태영 | 김형택 |
| 1993 | 강태원 | 이우혁 | 박진철 | 오기천 | 김봉영 |
| 1994 | 최재영 | 이호준 | 박진철 | 강대성 | 김봉영 |
| 1995 | 최재영 | 박진철 | 김봉영 | 이호준 | 이용훈 |
| 1996 | 이용훈 | 최향남 | 박철웅 | 강문구 | 최재영 |
| 1997 | 박진철 | 김동호 | 류기중 | 강문구 | 정윤현 |
| 1998 | 소소경 | 류기중 | 곽현희 | 최윤승 | 이우혁 |
| 1999 | 엄병열 | 황두성 | 류기중 | 김자윤 | 서한중 |
| 2000 | 이병석 | 박경진 | 오철민 | 황두성 | 김원일 |
| 2001 | 박진철 | 정원   | 엄병열 | 오우진 | 김주철 |
| 2002 | 유동훈 | 신용운 | 이경원 | 이병석 | 윤형진 |
| 2003 | 최용호 | 유동훈 | 소소경 | 김주철 | 이윤학 |
| 2004 | 최용호 | 조태수 | 이원식 | 박강우 | 고우석 |
| 2005 | 김주철 | 박강우 | 김성계 | 조태수 | 이윤학 |
| 2006 | 진해수 | 이동현 | 손영민 | 곽정철 | 이윤학 |
| 2007 | 곽정철 | 오준형 | 이동현 | 손영민 | 임준혁 |
| 2008 | 박정태 | 고우석 | 오준형 | 진해수 | 박경태 |
| 2009 | 정성철 | 오준형 | 진해수 | 김웅비 | 이대진 |
| 2010 | 박현   | 조태수 | 이대진 | 박경태 | 정용운 |
| 2011 | 이대진 | 홍건희 | 정성철 | 박기철 | 한기주 |
| 2012 | 한승혁 | 임준혁 | 박경태 | 홍건희 | 양현종 |
| 2013 | 김윤동 | 한승혁 | 신창호 | 손동욱 | 김종훈 |
| 2014 | 이대환 | 박준표 | 한승혁 | 서재응 | 이정훈 |
| 2015 | 서재응 | 김병현 | 이종석 | 박정수 | 박서준 |
| 2016 | 전상현 | 박기철 | 유창식 | 배힘찬 | 윤석민 |
| 2017 | 박기철 | 손동욱 | 이민우 | 임기준 | 남재현 |
| 2018 | 김유신 | 김진우 | 강이준 | 한승혁 | 이종석 |
| 2019 | 강이준 | 양승철 | 임기영 | 한승혁 | 전상현 |
| 2020 | 박진태 | 김현수 | 김기훈 | 차명진 | 정해영 |
| 2021 | 장민기 | 최용준 | 남재현 | 차명진 | 홍원빈 |
| 2022 | 김찬민 | 최용준 | 김도현 | 김유신 | 강이준 |
| 2023 | 김재열 | 황동하 | 김건국 | 김기훈 | 홍원빈 |
| 2024 | 김현수 | 김건국 | 유승철 | 강동훈 | 김사윤 |

## 역대 마무리

### 1군
| 1982   | 1983     | 1984   | 1985   | 1986   |        |
| ------ | -------- | ------ | ------ | ------ | ------ |
| 김성한 | 황기선   | 황기선 | 선동열 | 방수원 |        |
| 1987   | 1988     | 1989   | 1990   | 1991   |        |
| 선동열 | 선동열   | 선동열 | 송유석 | 송유석 |        |
| 1992   | 1993     | 1994   | 1995   | 1996   |        |
| 송유석 | 선동열   | 송유석 | 선동열 | 김정수 |        |
| 1997   | 1998     | 1999   | 2000   | 2001   |        |
| 임창용 | 임창용   | 곽채진 | 이대진 | 오봉옥 |        |
| 2001   | 2002     | 2003   | 2004   | 2005   | 2006   |
| 오봉옥 | 리오스   | 진필중 | 신용운 | 신용운 | 윤석민 |
| 2007   | 2008     | 2009   | 2010   | 2011   | 2012   |
| 한기주 | 한기주   | 유동훈 | 유동훈 | 유동훈 | 최향남 |
| 2013   | 2014     | 2015   | 2016   | 2017   | 2018   |
| 앤서니 | 어센시오 | 윤석민 | 임창용 | 김세현 | 김세현 |
| 2019   | 2020     | 2021   | 2022   | 2023   | 2024   |
| 문경찬 | 전상현   | 정해영 | 정해영 | 정해영 | 정해영 |

### 2군
| 1990   | 1991   | 1992   | 1993   | 1994   | 1995   |
| ------ | ------ | ------ | ------ | ------ | ------ |
| 문희수 | 김승남 | 강태원 | 신동수 | 이우혁 | 강대성 |
| 1996   | 1997   | 1998   | 1999   | 2000   | 2001   |
| 강대성 | 강대성 | 이재만 | 류찬   | 노후용 | 이윤학 |
| 2001   | 2002   | 2003   | 2004   | 2005   | 2006   |
| 이윤학 | 곽채진 | 오봉옥 | 윤형진 | 윤형진 | 윤형진 |
| 2007   | 2008   | 2009   | 2010   | 2011   | 2012   |
| 김성계 | 박정규 | 양동일 | 박성호 | 변강득 | 김종훈 |
| 2013   | 2014   | 2015   | 2016   | 2017   | 2018   |
| 이대환 | 최영필 | 신창호 | 유근상 | 박동민 | 문경찬 |
| 2019   | 2020   | 2021   | 2022   | 2023   | 2024   |
| 김승범 | 김재열 | 이준형 | 장재혁 | 김양수 | 박준표 |

## 타이거즈 클래식데이 (올드유니폼데이)
- 2022년 5월 6일 ~ 5월 8일 한화 이글스 전
- 2021년 4월 삼성 라이온즈 전
- 2020년 6월 20일 ~ 6월 21일 삼성 라이온즈 전
- 2013년 8월 10일 삼성 라이온즈 전
- 2011년 7월 26일 삼성 라이온즈 전[14]

## 신인 1차지명 지역 연고
광주광역시, 전라남도, 전라북도(전주시 - 전주고, 군산시 - 군산상고 제외 - 현 NC 다이노스 지역연고, 2001년~2013년까지 지역 연고)
- 광주광역시
  - 광주제일고등학교
  - 광주동성고등학교
  - 광주진흥고등학교

- 전라남도
  - 순천효천고등학교
  - 화순고등학교

- 전라북도
  - 인상고등학교
  - 영선고등학교

## 응원단
- 아나운서 : 김영호
- 응원단장 : 서한국
- 치어리더 : 정가예, 김한나, 유세빈,염세빈, 박신비, 천소윤, 유세리